# Kraan 2868
Kraan 2868 ofwel Figeekraan is een voormalige havenkraan op het KNSM-eiland in Amsterdam-Oost. Het object is van het type wipkraan (geen vaste arm, maar een die in hoogte verstelbaar is) en is sinds 29 november 2011 een gemeentelijk monument.

## Geschiedenis
De hijskraan staat op de Surinamekade. De kade en andere straten op het KNSM-eiland kregen hun namen omdat de Koninklijke Nederlandse Stoomboot-Maatschappij (KNSM) vanaf deze kade en vanaf de Levantkade lijndiensten onderhield met onder andere Suriname en de Levant. De kade stond vroeger vol met hijskranen en havenloodsen. Naast de kraan staat Loods 6 uit 1922, de laatste loods die op het eiland gebouwd werd. 
In 1944, tijdens de Tweede Wereldoorlog, werden de hijskranen door de Duitse bezetter vernield, waardoor na de oorlog alle kranen vernieuwd moesten worden. In 1957 kwam hijskraan 2868 uit de fabrieken van Figee (NV Haarlemsche Machinefabriek van de Gebroeders Figee). De kraan deed dienst tot 1979, toen de KNSM haar werkzaamheden hier beëindigde.
De gemeente had al in 1975 de ogen op dit gebied laten vallen voor woningbouw. Vervolgens gebeurde lange tijd niets, totdat het gebied in vanaf 1989 gesaneerd werd in verband met de op handen zijnde herontwikkeling. De vele hijskranen die hier nog stonden vielen ten prooi aan de slopershamer, maar buurtbewoners wisten de gemeente Amsterdam te overtuigen deze kraan te redden. De kraan werd vervolgens op kosten van de gemeente, het Stadsdeel Oost, het Amsterdams Restauratiefonds en de particuliere onderneming YAYS gerestaureerd. Tevens werd een nieuwe bestemming voor de kraan gevonden. Onder begeleiding van ontwerper Edward van Vliet werd het object omgebouwd tot gastenverblijf. Tussen januari 2016 en december 2017 vond bij een zusteronderneming van Scheepswerf Talsma in Franeker, Friesland, de ombouw plaats, waarna de kraan als The Yays-Crane Apartment als logiesgelegenheid verhuurd werd. Het gastenverblijf is geplaatst in de twee containers en de controleruimte. Voor de veiligheid is de kraan voorzien van extra trappen en verlichting. Voor het overige is de kraan zoveel mogelijk in originele staat gehouden; wel is ze demontabel gehouden.
Kraan 2868 staat op een restant kraanspoor, waarvan eveneens een fragment resteert op het nabije Java-eiland (Bogortuin). Naast de kraan ligt een oud scheepsanker, als herinnering aan het scheepvaartverleden. De benoeming van de kraan tot gemeentelijk monument kwam in 2011 (mede) op verzoek van Erfgoedvereniging Heemschut en het Cuypersgenootschap.

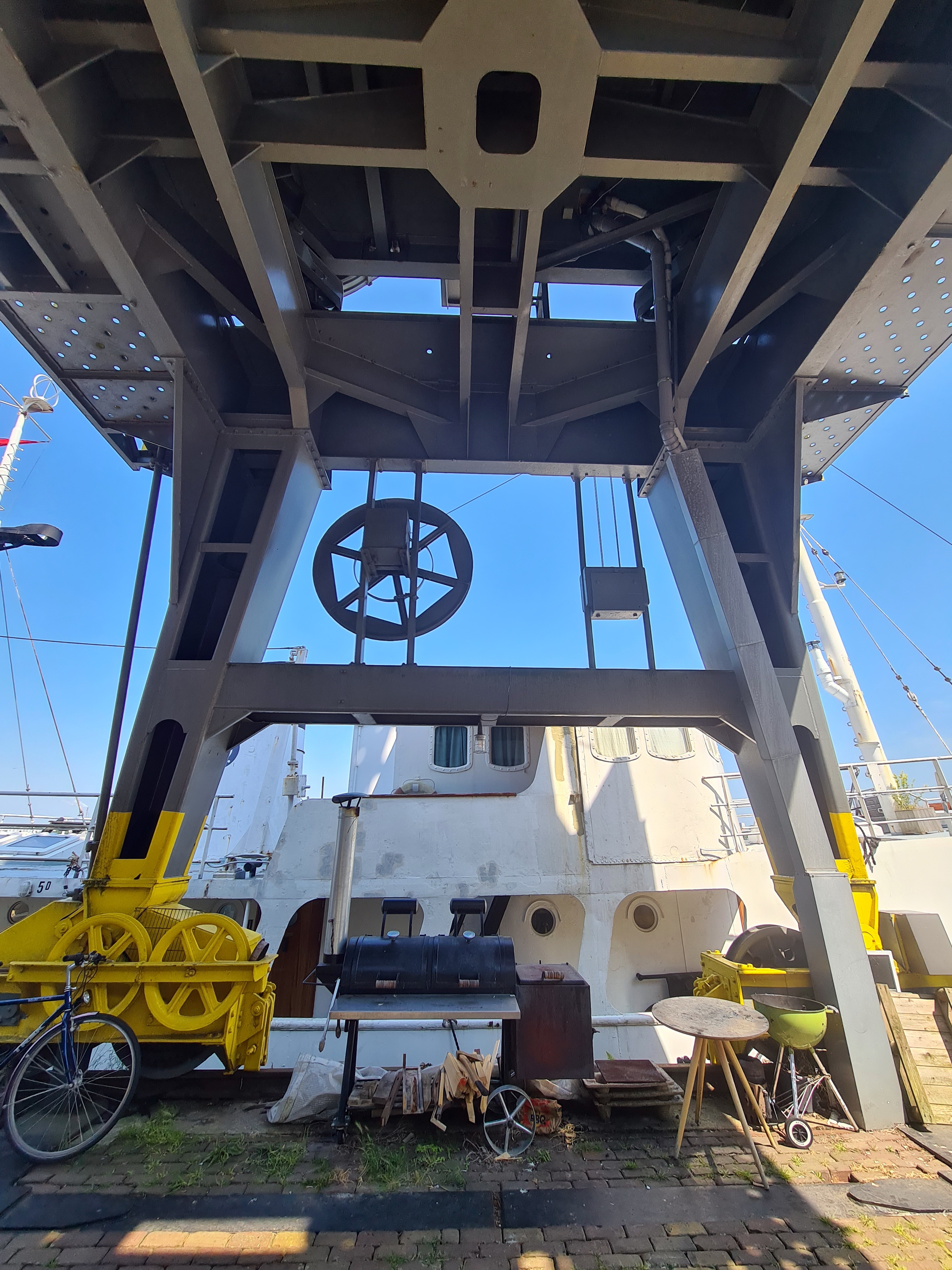
Onderkant van de kraan
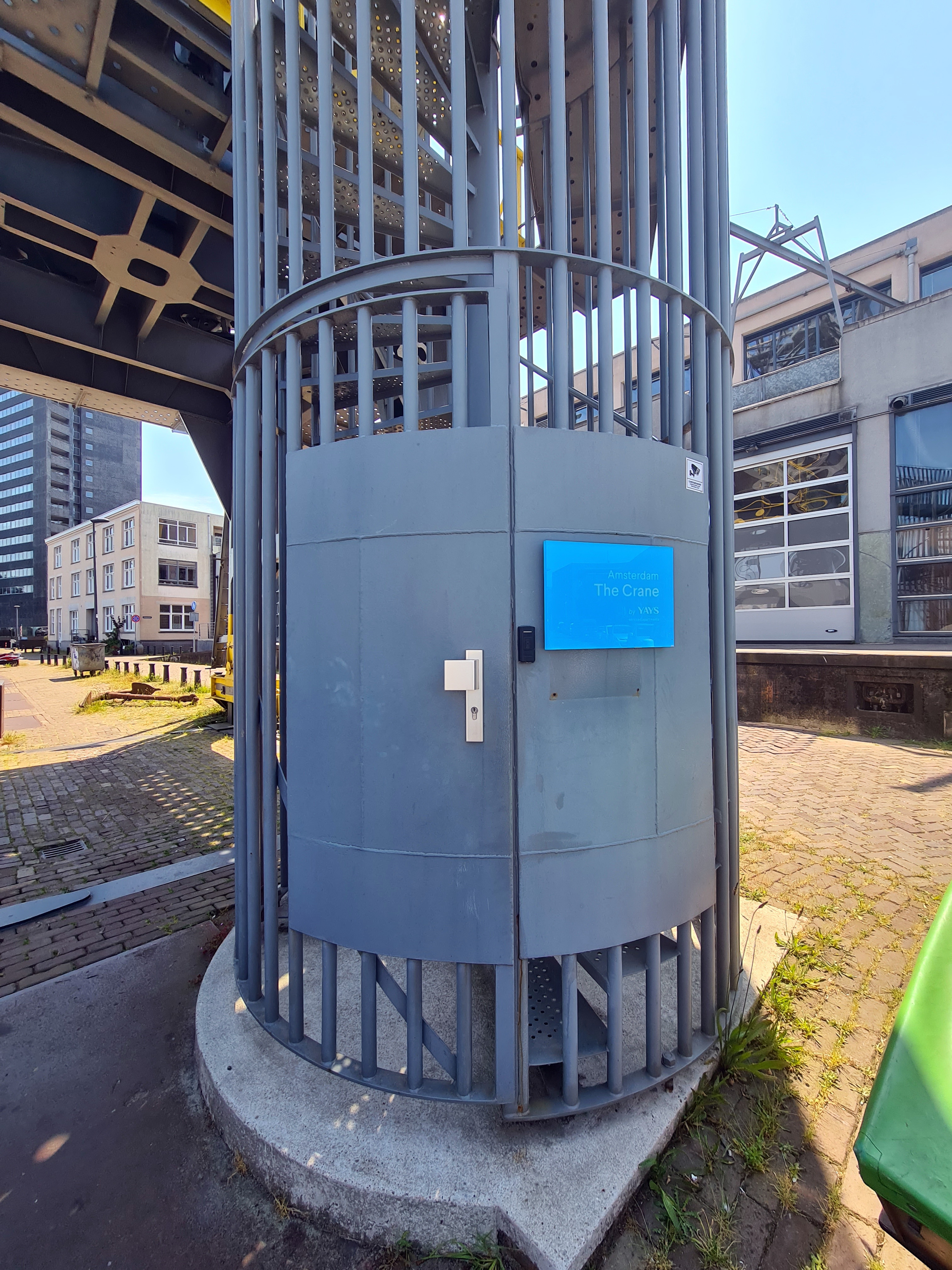
Afgesloten trap
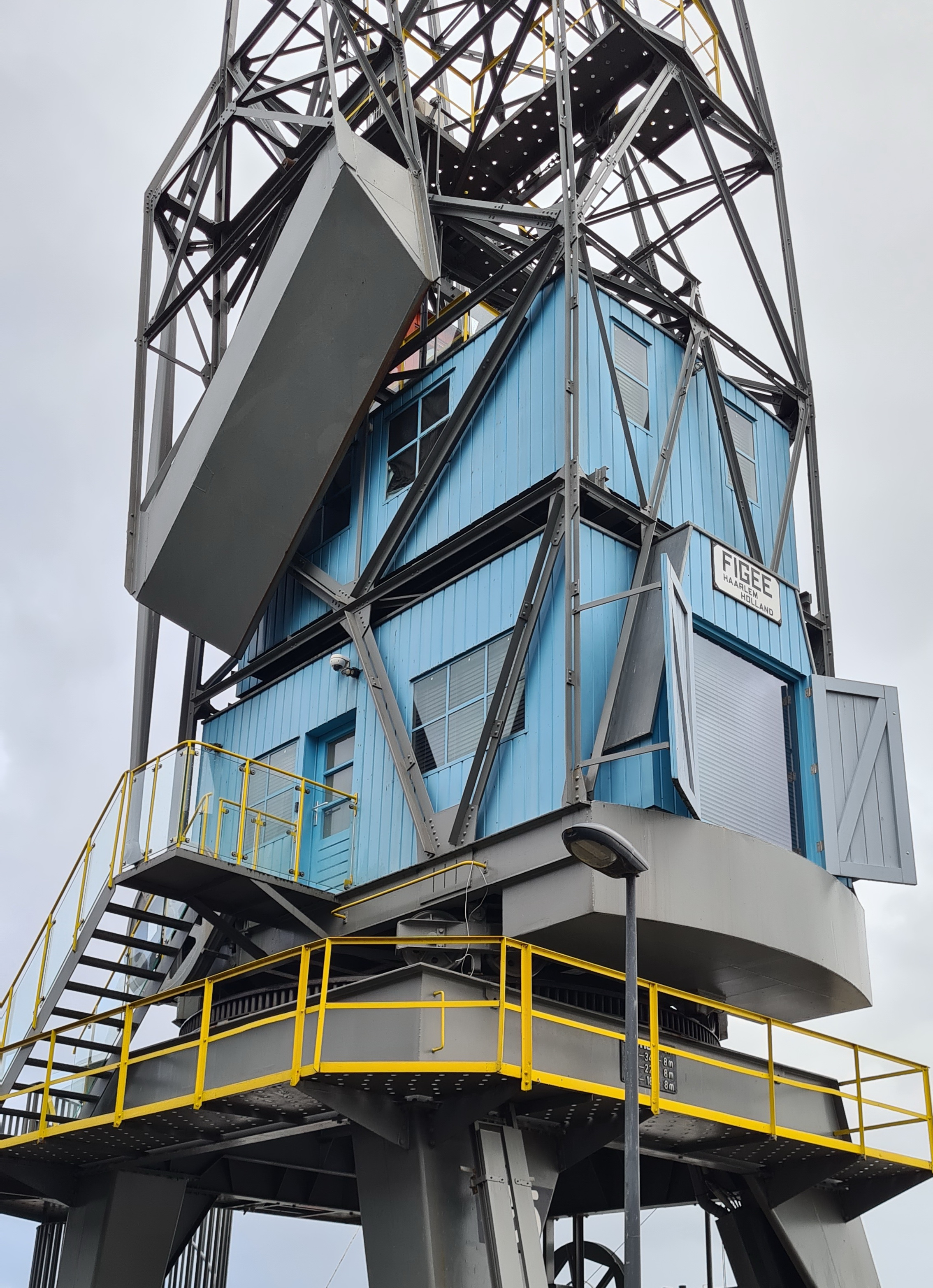
Gastenverblijf